# Felsberg (Szwajcaria)
Felsberg (rm. Favugn) – miejscowość i gmina w Szwajcarii, w kantonie Gryzonia, w regionie Imboden. Leży nad Renem. 

## Demografia
W Felsbergu mieszka 2 640 osób. W 2020 roku 12,3% populacji gminy stanowiły osoby urodzone poza Szwajcarią. 